# Isabelle Collet
Pour les articles homonymes, voir Collet.
Isabelle Collet, née le 17 mars 1969 à Charleville-Mézières, est une enseignante-chercheuse française.
Exerçant à l’université de Genève, elle est spécialisée dans les sciences de l’éducation et dans les études de genre. Elle est par ailleurs formée en informatique et a travaillé sur la place des femmes dans cette discipline et plus généralement dans les sciences.
Elle est enfin romancière.

## Biographie
Isabelle Collet naît Isabelle Schuh le 17 mars 1969 à Charleville-Mézières, dans le département des Ardennes. Sa mère, juive pied-noir institutrice à Oran, se réfugie en France après l'indépendance algérienne. Son père est un agent d'Électricité de France. Elle a une sœur aînée, ingénieure en biochimie.
Après un baccalauréat scientifique, elle obtient un bachelor en traitement numérique d'images à Reims. En 2005, elle soutient sa thèse de doctorat en sciences de l'éducation dirigée par Nicole Mosconi à l'université Paris-Nanterre, intitulée « La masculinisation des études informatiques : savoir, pouvoir et genre »,, publiée en 2006. Elle obtient en 2007 la bourse Marcelle Blum de l'Académie des sciences morales et politiques.
Engagée en 2009 à l’Université de Genève comme chargée d'enseignement à un poste spécifique sur la question du genre, elle est nommée professeure associée en sciences de l'éducation en 2019 et dirige à ce titre l'équipe de recherche Genre - Rapports intersectionnels, Relation éducative,,.
Elle est mariée à David Collet, rencontré lors de ses études.

## Activités de recherche
Elle constate que le nombre de femmes dans l’informatique diminue de façon drastique depuis la fin des années 1970. En 2018, l’informatique est l’une des filières les plus masculines avec l’aéronautique. Isabelle Collet explique cette chute par trois phénomènes conjugués. Dans les années 1980, l'informatique est un métier du tertiaire peu valorisé. Les femmes scientifiques y sont nombreuses. Lorsque l'informatique gagne en prestige, elle devient un métier d'homme. Lorsque les premiers micro-ordinateurs arrivent dans les foyers, ce sont les garçons qui en sont équipés au détriment des filles. En France, le gouvernement Laurent Fabius lance un Plan informatique pour tous en 1985. Les professeurs de mathématiques s’en emparent. Cela associe alors l’informatique aux mathématiques et à la technique donc aux secteurs à prédominance masculine. De plus, l'imaginaire de la science-fiction favorise la masculinisation de ce secteur. Pour rattraper ce déséquilibre, certaines écoles d'informatique ont mis en place des quotas. Les recherches d'Isabelle Collet sur les discriminations dont sont victimes les femmes dans les sciences et techniques l'ont amenée à travailler sur les questions de mixité à l'école et de pédagogie de l'égalité.     
En 2012, elle fonde l'Association de recherche sur le genre en éducation et formation (ARGEF),. En 2017, elle crée la revue GEF : Genre, éducation, formation.     
Isabelle Collet est également autrice, avec David Collet, de la série fantastique Nephilim : le chant de la terre. Elle publie avec l'auteur et éditeur Phiip en 2017, Seximsme Man contre le Seximsme.

## Responsabilités scientifiques et éditoriales
- Fondatrice et présidente de l'ARGEF, l’association de recherche sur le genre en éducation et formation, depuis 2012[14]
- Codirectrice de la revue GEF : Genre, éducation, formation, depuis 2017 [15]
- Vice-présidente du Comité d'administration de l'INSA Lyon pour la période 2018-2022 [16]

## Publications
- L'informatique a-t-elle un sexe? : hackers, mythes et réalités, Paris, L'Harmattan, 2006, 312 p. (ISBN 2-296-01480-1)
- Comprendre l'éducation au prisme du genre : théories, questionnements, débats, Genève, Université de Genève, 2014
- Nephilim, le chant de la terre, MNEMOS, 2014, 432 p. (ISBN 978-2-35408-173-7)
- L'école apprend-elle l'égalité des sexes ? : pour combattre les inégalités à l'école, Paris, Belin, 2016, 79 p. (ISBN 978-2-7011-9595-7)[17]
- Seximsme Man contre le sexisme, Lyon, Lapin, 2017, 63 p. (ISBN 978-2-918653-95-0)
- avec Annie Lechenet et Mireille Baurens, Former à l'égalité : défi pour une mixité véritable, Paris, L'Harmattan, 2016, 321 p. (ISBN 978-2-343-09242-3)
- avec Chantal Morley, « Femmes et métiers de l’informatique : un monde pour elles aussi », Cahiers du genre,‎ 2017 (lire en ligne)
- Les oubliées du numérique, Paris, Le Passeur, 2019, 224 p. (ISBN 978-2-36890-705-4)

## Prix et distinctions
- 2007 : bourse Marcelle Blum de l’Académie des sciences morales et politiques, pour L’informatique a-t-elle un sexe ?[4]
- 2012 : chevalière de l'ordre national du Mérite[18]
- 2021 : membre d'honneur de la Société informatique de France (SIF)[19]